# L'Empreinte (album)
 (octobre 2023).
Si vous disposez d'ouvrages ou d'articles de référence ou si vous connaissez des sites web de qualité traitant du thème abordé ici, merci de compléter l'article en donnant les références utiles à sa vérifiabilité et en les liant à la section « Notes et références ».
L'Empreinte est le vingt-cinquième album de la série de bande dessinée La Patrouille des Castors de Mitacq, sorti en 1984. Il rassemble 7 histoires de la série.